# Phyllodonta intermediata
Phyllodonta intermediata is een vlinder uit de familie van de spanners (Geometridae). De wetenschappelijke naam van de soort is voor het eerst geldig gepubliceerd in 2014 door J. Bolling Sullivan.

## Type
- holotype: "male. 7–8.VII.2008, leg. J. Bolling Sullivan, 10-CRBS-283"
- instituut: INBio, Santo Domingo de Heredia, Costa Rica
- typelocatie: "Costa Rica, tunnel road, Tapanti Parque, 9.43°N; 83.46°W, Cartago Province, 1475 m"